# 福州市第二看守所
福州市第二看守所是中華人民共和國福建省福州市的一座看守所，隸屬於福州市公安局，位於倉山區城門鎮樟嵐村，占地面積5.86萬平方米，其中監舍面積1.73萬平方米，共有114個監倉，羈押規模約1140人，2009年被中國公安部評為一级看守所。